# Симон, Модест Остапович
Модест Остапович Симон (18 [31] декабря 1906, Тетерка — 5 апреля 1976, Новосибирск) — советский учёный, член-корреспондент ВАСХНИЛ, кандидат сельскохозяйственных наук, лауреат Сталинской премии (1952).

## Биография
Родился в 1906 году в деревне Тетерка
Окончил Полтавский институт свиноводства (1931), а также аспирантуру при Полтавском научно-исследовательском институте свиноводства (1933).
Заведующий отделом свиноводства (1933—1943), директор (1943—1952; 1954—1969) Сибирского НИИ животноводства, первый заместитель председателя Новосибирского облисполкома (1952—1954).
В 1969—1973 начальник отдела свиноводства Сибирского н.-и. и проектно-технологического института животноводства.
Участвовал в Великой Отечественной войне.
Занимал пост председателя областного научно-технического общества сельского хозяйства. Состоял в объединённом учебном совете по биологическим наукам СО АН СССР
Избирался депутатом Верховного Совета СССР 3-го созыва, Новосибирского областного Совета, членом Новосибирского обкома КПСС.
Умер в 1976 году в Новосибирске. Похоронен на Заельцовском кладбище (квартал 38).

## Научная деятельность
Опубликовал свыше 120 научных работ. Занимался селекцией. Вывел две породы свиней: сибирскую северную и сибирскую чёрно-пёструю.

### Сочинения
- Выведение новой породы свиней для северных районов Сибири / Соавт. И. Т. Скорик; НКЗ СССР. Сиб. НИИ животноводства. — Новосибирск, 1938. — 10 с.
- Сибирская северная порода свиней / Сиб. НИИ животноводства. — М.: Сельхозгиз, 1945. — 47 с.8*
- Как увеличить производство свинины. — Новосибирск: Кн. изд-во, 1955. — 27 с. — (Передовой опыт в сел. хоз-ве).
- Система животноводства по зонам Новосибирской области. — Новосибирск: Кн. изд-во, 1958. — 25 с.
- Сибирская черно-пестрая породная группа свиней / Соавт. П. И. Терницкий. — Новосибирск: Кн. изд-во, 1962. — 64 с.

## Награды и звания
Сталинская премия 1952 года — за выведение и совершенствование сибирской северной породы свиней.
Награждён тремя орденами Трудового Красного Знамени, орденом «Знак Почёта», медалями «За доблестный труд в Великой Отечественной войне 1941—1945 гг.» и «За освоение целинных и залежных земель», медалями ВСХВ.